# Stictonaclia subflava
Stictonaclia subflava là một loài bướm đêm thuộc phân họ Arctiinae, họ Erebidae.